# Fagonia isotricha
Fagonia isotricha är en pockenholtsväxtart som beskrevs av Svante Samuel Murbeck. Fagonia isotricha ingår i släktet Fagonia och familjen pockenholtsväxter. Utöver nominatformen finns också underarten F. i. spinescens.